# Hajdú Ádám
Hajdú Ádám (Dunaújváros, 1993. január 16. –) magyar labdarúgó, a Gyirmót középpályása.

## Pályafutása
Hajdú Ádám az MTK-ban nevelkedett, majd a Liverpool szerződtette fiatalon, így az angol klub utánpótlásában képezhette magát. 2012-ben visszatért az MTK-hoz és itt mutatkozott be a felnőttek között, majd 2016 nyarán a Bp. Honvédhoz szerződött. 2017 januárjában a kispesti csapat kölcsönadta a Paksi FC-nek. A 2016–2017-es szezonban 13 bajnoki mérkőzésen a Honvéd, majd 11 alkalommal a Paks színeiben lépett pályára. 2017 nyarán a tolnai klub végleg megvásárolta a játékjogát. A 2017-2018-as szezonban 22 élvonalbeli bajnokin lépett pályára. 2018 augusztusában az akkor másodosztályú Vasas SC szerződtette.

## Sikerei, díjai
- MTK
  - NBII Nyugati csoport: 2011–12

Budapest Honvéd
- NB I
  - bajnok (1): 2016–17[5]